# Landesverband der Tourismusorganisationen Südtirols
Der Landesverband der Tourismusorganisationen Südtirols (bis 1994 Landesverband der Verkehrsorganisationen), kurz LTS, ist der Dachverband der Tourismusvereine und -verbände in Südtirol. Als solcher vertritt der LTS die 77 Tourismusvereine und 10 Tourismusverbände auf politischer Ebene und in allen wichtigen touristischen Gremien auf Landesebene. Geleitet wird der LTS von einem 25-köpfigen Vorstand, aus deren Mitte ein Präsident, zwei Vizepräsidenten und weitere fünf Ausschussmitglieder ernannt werden.
Zentrale Aufgabe des LTS sind institutionelle Tätigkeit, die Informationstätigkeit, die EDV-Betreuung und Softwareentwicklung sowie die Aus- und Weiterbildung der Mitarbeiter in den Tourismusorganisationen.
Zu den institutionellen Aufgaben gehört die Betreuung der Mitgliedsvereine in Belangen des Geschäftsalltags, die Interessensvertretung in Gremien und Beiräten, die Umsetzung von landesweiten, tourismusrelevanten Projekten, der Abschluss geldwerter Abkommen, die Koordinierung landesweit einheitlicher touristischer Lösungen, die Erstellung von Analysen und Gutachten, die Zusammenarbeit mit anderen Wirtschaftsverbänden und touristischen Partnern und der politische Einsatz um eine gerechte und ausreichende Finanzierung.
Die Informationsaufgaben werden durch Rundschreiben und Rundmails zu tourismusrelevanten Themen sowie News zu EDV-Inhalten wahrgenommen. 
Im Bereich der EDV-Betreuung versucht der LTS das IT-Spektrum inkl. EDV-Hardware und Software sowie die telefonische EDV-Hotline abzudecken. Dazu kommen noch die ständige Weiterentwicklung der eigenen Backoffice-Software TIC-Web und die Betreuung und Beratung bei der Vernetzung der Tourismusorganisationen. 
Im Bereich der Aus- und Weiterbildung versucht der LTS seinen Mitgliedern Seminare zu den Themen Tourismus, Sprachen, Internet, Marketing und Persönliche Kompetenz anzubieten.
Im Jahre 1999 wurde die LTS Genossenschaft, kurz LTS Gen., gegründet, um die steigende Tätigkeit im Bereich EDV-Dienstleistungen sowie Weiterbildung und Buchhaltung aus dem LTS-Verband auszugliedern.